# Бийи, Бертран де
Бертран де Бийи (фр. Bertrand de Billy; род. 11 января 1965, Париж) — французский дирижёр.
Окончил Парижскую консерваторию. Работал в Оркестре Колонн (ассистентом главного дирижёра Пьера Дерво), в 1986—1990 гг. был главным дирижёром Молодёжного симфонического оркестра Франции. В 1993—1995 гг. руководил Анхальтским оперным театром в Дессау, в 1996—1998 гг. был дирижёром Венской Народной оперы. В 1999—2004 гг. — музыкальный руководитель барселонского оперного театра «Лисео». В 2002—2010 гг. — главный дирижёр Оркестра Венского радио.
Среди заметных записей де Бийи — цикл эпических опер «Кольцо нибелунга» Рихарда Вагнера и опера Амбруаза Тома «Гамлет».
«Дон Жуаном» Моцарта под управлением де Бийи открылся в 2008 году Зальцбургский фестиваль.